# Comuna Krasnoflotske, Sovietskîi
Krasnoflotske (în ucraineană Краснофлотське) este o comună în raionul Sovietskîi, Republica Autonomă Crimeea, Ucraina, formată din satele Krasnoflotske (reședința), Lebedînka, Markove și Varvarivka.

## Demografie
Componența lingvistică a comunei Krasnoflotske
     Rusă (57,22%)
     Tătară crimeeană (23,25%)
     Ucraineană (11,45%)
     Romani (1,17%)
     Alte limbi (1,16%)
Conform recensământului din 2001, majoritatea populației comunei Krasnoflotske era vorbitoare de rusă (57,22%), existând în minoritate și vorbitori de tătară crimeeană (23,25%), ucraineană (11,45%) și romani (1,17%).